# Thaumalea digitata
Thaumalea digitata är en tvåvingeart som beskrevs av Edwards 1929. Thaumalea digitata ingår i släktet Thaumalea och familjen mätarmyggor.
Artens utbredningsområde är Österrike. Inga underarter finns listade i Catalogue of Life.